# Coryphella pedata
Coryphella pedata är en snäckart. Coryphella pedata ingår i släktet Coryphella och familjen Flabellinidae. Inga underarter finns listade i Catalogue of Life.